# 유응부
유응부(兪應孚, ？~1456년)는 조선의 무신으로 사육신 중 한 사람이다. 자는 신지, 호는 벽량, 시호 충목(忠穆), 포천 출신이며 본관은 천녕이다.

## 생애
효성이 지극해 집이 가난했으나 어머니를 봉양하는 준비는 부족함이 없었다고 한다. 사 생활은 지극히 청렴해 벼슬이 재상급(宰相級)의 2품 관직에 있으면서도 거적자리로 방문을 가리웠고 고기 반찬 없는 밥을 먹었다. 또 때로는 양식이 떨어지기도 하니 처자가 이를 원망했는데, 그가 죽던 날 그 아내가 울면서 길가는 사람에게 말하기를 “살아서도 남에게 의지함이 없었는데 죽을 때는 큰 화를 입었구나.”고 하였다.
기골이 장대하고 효성이 지극했으며 재상급인 종2품에 이르러서도 끼니를 거를 정도로 청렴결백하였다. 키가 남보다 크고 얼굴 모양은 엄숙했으며, 씩씩하고 용감해 활을 잘 쏘아 세종과 문종이 아꼈다. 또한 학문에 뛰어나 절의파 학자로 알려졌다.
세조의 국문을 받을 때, “너는 무슨 일을 하려고 하였는가?”라는 세조의 국문에 그는 “명나라 사신을 초청 연회하는 날 한 자루 칼로 족하(足下)를 죽여 폐위시키고 옛 임금을 복위시키려고 했으나, 불행히 김질에게 고발당했으니 다시 무슨 일을 하겠는가. 빨리 나를 죽여라.” 라고 답했다.
이후 그는 고문을 당하면서 성삼문 등을 돌아보고는 “사람들이 서생과는 함께 일을 모의할 수 없다고 하더니 과연 그렇다. 지난번 사신을 초청 연회하던 날 내가 칼을 사용하려고 했는데, 그대들이 굳이 말리면서 ‘만전의 계책이 아니오’ 하더니, 오늘의 화를 초래하고야 말았구나. 그대들처럼 꾀와 수단이 없으면 무엇에 쓰겠는가!” 하고 자신이 사람 보는 눈이 없다고 한탄하였다.
그리고 다시 세조에게 “만약 이 사실 밖의 일을 묻고자 한다면 저 쓸모없는 선비에게 물어보라” 하고는 입을 닫고 대답하지 않았다. 세조가 더욱 성이 나서 달군 쇠를 가져와서 배 밑을 지지게 하니 기름과 불이 함께 이글이글 타올랐으나 얼굴빛 하나 변하지 않았고, 천천히 달군 쇠가 식기를 기다려 그 쇠를 집어 땅에 던지면서 “이 쇠가 식었으니 다시 달구어 오라.” 하고는 끝내 굴복하지 않고 죽었다.

## 사후
시조 3수가 전한다. 숙종 때 병조판서에 추증되었다. 과천(果川)의 민절서원(愍節書院), 홍주(洪州)의 노운서원(魯雲書院) 등에 배향되었다.

## 같이 보기
- 세조
- 세조 찬위